# ایکریچ
ایکریچ یک پایگاه داده نظارتی فوق محرمانه آژانس امنیت ملی ایالات متحده آمریکا است که پس از حملات ۱۱ سپتامبر راه‌اندازی شد. وجود این برنامه را ادوارد اسنودن فاش کرد.
اسناد محرمانه فاش شده در وبگاه خبری اینترسپت نشان می‌دهند که ایکریچ برای ۲۳ سازمان حکومت فدرال ایالات متحده آمریکا مانند دفتر تحقیقات فدرال (اف‌بی‌آی)، اداره مبارزه با مواد مخدر آمریکا، و سازمان اطلاعات مرکزی (سیا) در دسترس است. این پایگاه داده برای نگهداری بیش از ۸۵۰ میلیارد داده مانند تماس تلفنی، ایمیل، موقعیت جغرافیایی تلفن همراه، و پیام نوشته، طراحی شده است.
بر پایه رایان گالاگر، گزارشگر اینترسپت که وجود ایکریچ را فاش کرد سامانه‌ای که داده را دسترس می‌کند "بر پایه فرمان اجرایی ۱۲۳۳۳ رونالد ریگان، مرتب و نگهداری می‌شود. این پایگاه از دید و دسترسی دادگاه نظارت بر اطلاعات خارجی، دور است و مجلس نمایندگان ایالات متحده آمریکا هم، کمترین دسترسی به آنرا دارد."